# Bitwa pod Mytem

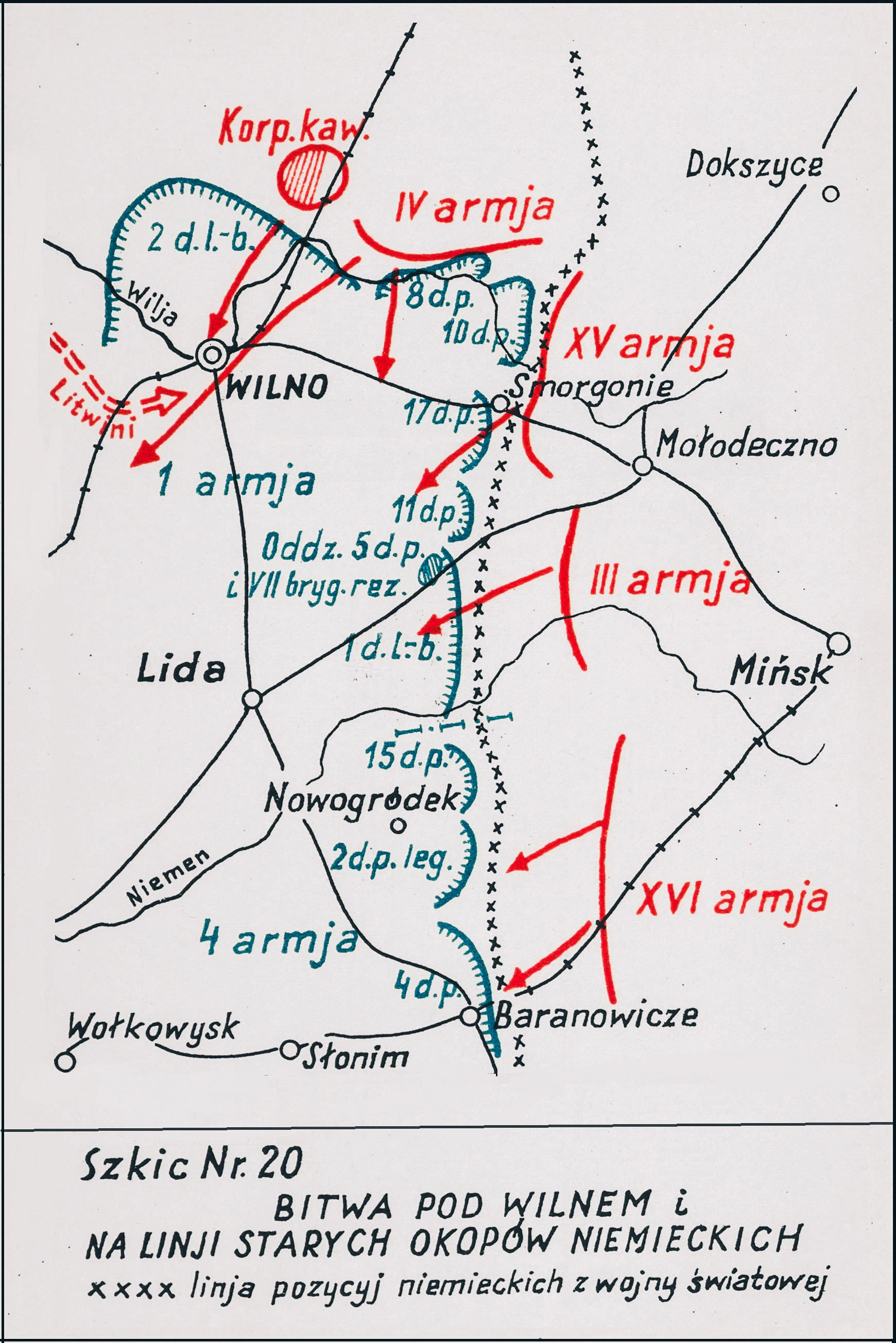
Adam Przybylski
Wojna Polska 1918―1921

Bitwa pod Mytem – walki polskiego 29 pułku piechoty mjr Stefan Waltera z oddziałami sowieckiej 4 Armii w czasie lipcowej ofensywy Frontu Zachodniego Michaiła Tuchaczewskiego w okresie wojny polsko-bolszewickiej.

## Położenie wojsk przed bitwą
W pierwszej dekadzie lipca przełamany został front polski nad Autą, a wojska Frontu Północno-Wschodniego gen. Stanisława Szeptyckiego cofały się pod naporem ofensywy Michaiła Tuchaczewskiego.
Naczelne Dowództwo nakazało powstrzymanie wojsk sowieckiego Frontu Zachodniego na linii dawnych okopów niemieckich z okresu I wojny światowej.
Sytuacja operacyjna, a szczególnie upadek Wilna i obejście pozycji polskich od północy, wymusiła jednak dalszy odwrót.
1 Armia gen. Gustawa Zygadłowicza cofała się nad Niemen, 4 Armia nad Szczarę, a Grupa Poleska na Kanał Ogińskiego i Pińsk.

## Działania wojsk
Dzień 14 lipca rozstrzygnął los polskiej obrony na pozycji okopów poniemieckich. Wobec sytuacji jaka wytworzyła się na lewym skrzydle 1 Armii, jej dowództwo nakazało odwrót na nową linię obrony, mającą na celu osłonę Lidy.
Podczas odwrotu wojsk polskich Sowieci wyprzedzili cofający się 29 pułk piechoty i opanowali Lidę. Dowódca pułku zdecydował obejść miasto i przebijać się przez pierścień okrążenia pod Trokielami nad Żyzną. Jednak i tu przeciwnik był szybszy, zajął Myto i obsadził most na Dzitwie. Powstało też nowe zagrożenie – były to oddziały Armii Czerwonej nadciągające od strony Lidy.
W tym położeniu zdecydowano się na czołowy szturm mostu. W walce wręcz wybito oddział broniący mostu, a następnie pododdziały pułku rozwinęły natarcie na miasto, leżące na wzgórzu na zachodnim brzegu rzeki. Silny ogień sowieckich oddziałów z dogodnych stanowisk, górujących nad nadrzeczną równiną, omal nie załamał natarcia. W krytycznym momencie dowódca pułku mjr Stefan Walter osobiście poderwał żołnierzy do szturmu na miasto. Po zaciętych walkach pułk opanował Myto, otwierając sobie drogę odwrotu.